# Coudoux
Coudoux é uma comuna francesa na região administrativa da Provença-Alpes-Costa Azul, no departamento de Bouches-du-Rhône. Estende-se por uma área de 12,65 km². Em 2010 a comuna tinha 3 762 habitantes (densidade: 297,4 hab./km²).